# Sitz (juristische Person)
Der Sitz einer juristischen Person liegt nach deutschem Recht in der Gemeinde, die durch Gesetz, Satzung oder andere Rechtsnorm bestimmt ist oder an welchem die Verwaltung geführt wird. Mit dem Sitz wird der allgemeine Gerichtsstand der juristischen Person festgelegt.

## Juristische Person des öffentlichen Rechts und ihre Organe
Der Sitz einer juristischen Person des öffentlichen Rechts oder eines ihrer Organe (Körperschaft, Anstalt, Stiftung des öffentlichen Rechts, Behörde, Dienststelle) wird auch Dienstsitz oder Behördensitz genannt. Am Sitz hat die juristische Person (bzw. ihr Organ) und ihre Leitung ihren gewöhnlichen Tätigkeitsschwerpunkt. Gebietskörperschaften haben keinen Sitz. Der Gerichtsstand bestimmt sich nach dem Sitz ihrer Organe (z. B. Ministerien, Kommunalverwaltung).
Der Sitz kann durch Gesetz, Erlass oder eine entsprechende Rechtsnorm zur Errichtung oder Organisation bestimmt sein. Beim Bund kann eine Behörde sowohl durch ein Gesetz errichtet werden, als auch durch einen Organisationserlass des Bundeskanzlers (aufgrund eines Beschlusses der Bundesregierung) oder, im Rahmen der Ressortzuständigkeit, durch einen Bundesminister.
Neben dem offiziellen Sitz oder Hauptsitz kann eine juristische Person des öffentlichen Rechts weitere Sitze oder Standorte haben. Die Bundesministerien haben aufgrund des Berlin/Bonn-Gesetzes jeweils einen Dienstsitz in der Bundeshauptstadt Berlin und in der Bundesstadt Bonn. Einer dieser Sitze ist ihr Haupt- bzw. erster Dienstsitz.
Der Sitz einer militärischen Dienststelle der Bundeswehr heißt Standort.

## Juristische Person des Privatrechts
Der Sitz einer juristischen Person des Privatrechts wird grundsätzlich in der privatrechtlichen Satzung festgelegt oder bestimmt sich danach, wo die Verwaltung des Vereins, der Gemeinschaft oder der Gesellschaft geführt wird. Nach Art. 54 AEUV (Niederlassungsfreiheit) wird der Sitz durch die Satzung der juristischen Person des Privatrechts bestimmt. Diese Voraussetzung ist an die deutsche juristische Person nach § 57 Abs. 1 BGB zwingend geknüpft. Der Sitz kann für die juristische Person frei im Rechtsgebiet ihrer Begründung gewählt und verändert werden und wird umgangssprachlich auch als Geschäftssitz oder Unternehmenssitz bezeichnet. Nach deutschem Recht ist also der Sitz der juristischen Person der Regelung für den Wohnsitz einer natürlichen Person nachempfunden.

### Unterscheidung seit dem MoMiG
Seit Oktober 2008 wird durch das Gesetz zur Modernisierung des GmbH-Rechts und zur Bekämpfung von Missbräuchen (MoMiG) bei juristischen Personen des Privatrechts zwischen dem Satzungs- und Verwaltungssitz unterschieden.
 Der Satzungssitz (statutarischer Sitz) ergibt sich aus dem Gründungsstatut einer Gesellschaft (§§ 14 und § 36 Abs. 1 AktG bzw. § 7 GmbHG). Er bestimmt nach § 17 ZPO die Zuständigkeit des Prozessgerichts. Er muss sich nach § 5 AktG bzw. § 4a GmbHG im Inland befinden. Durch das MoMiG wurde die vorherige Regelung abgeschafft, wonach sich der Satzungssitz an einem Betriebsort des Unternehmens zu befinden hatte.
 Der Verwaltungssitz einer juristischen Person des Privatrechts ist nicht gesetzlich geregelt, sondern wurde von Rechtsprechung und Literatur entwickelt. Er ist im materiellen Recht ohne Bedeutung, sondern spielt nur im internationalen Kollisionsrecht eine Rolle. Der Verwaltungssitz einer Gesellschaft ist jener Ort, an dem sich der Sitz der Hauptverwaltung tatsächlich befindet und an dem die grundlegenden Entscheidungen der Unternehmensleitung getroffen und umgesetzt werden. Umstritten ist, ob Verwaltungssitz und Ort der Geschäftsleitung nach § 10 AO identisch sind. Die Definition des Verwaltungssitzes zielt darauf ab, den hauptsächlich betroffenen Staat zu identifizieren, in dem sich der Schwerpunkt der wirtschaftlichen Tätigkeit eines Unternehmens befindet. Das hat Auswirkungen auf die Besteuerung des Unternehmens und auf die Rechtsordnung, der sich das Unternehmen zu unterwerfen hat.

### Sitzland
Unter dem Sitzland oder Domizil eines Vertragspartners versteht man den Staat, auf dessen ökonomischem Territorium der Kontrahent den Schwerpunkt seiner Wirtschaftstätigkeit hat. Dabei ist das ökonomische Territorium zumeist mit dem geografischen identisch, Abweichungen gibt es jedoch bei Offshore-Gebieten. Bei juristischen Personen ist für die Beurteilung ihres Sitzlandes nicht die Eintragung in ein Register (z. B. Handelsregister) maßgebend, sondern der Ort der tatsächlichen Tätigkeit. Das Sitzland ist von großer Bedeutung, weil die Rechtsordnung des jeweiligen Sitzlandes – und damit auch das dortige Steuerrecht – gilt (Wohnsitzlandprinzip), wenn es nicht zu abweichenden Vereinbarungen bei der Rechtswahl in Verträgen kommt. Das Wohnsitzlandprinzip machen sich insbesondere Briefkastengesellschaften und Briefkastenbanken zunutze, indem sie ihren Rechtssitz in Offshore-Finanzplätzen unterhalten. Bei natürlichen Personen gilt als Sitzland der Ort in einem Land, an dem die Person ihren Wohnsitz oder gewöhnlichen Aufenthaltsort hat. Das Sitzland des Kreditnehmers ist zudem bei Kreditgewährungen für das Länderrisiko maßgebend, welches der Gläubiger ebenso zu berücksichtigen hat wie das Kreditrisiko des Kreditnehmers.